# 一川孝久
一川 孝久（いちかわ たかひさ）は、日本の男性アニメーター、キャラクターデザイナー。スタジオメイツで活動した後に、土田プロダクションに移籍。その後、スタジオコメットの設立によりスタジオコメットの所属となる。
彼のキャラクターデザインの代表作に、『ツヨシしっかりしなさい』、『Dr.リンにきいてみて!』が挙げられる。

## 主な作品

### テレビアニメ
- マグネロボ ガ・キーン（1976年-1977年）（原画）
- 新・ど根性ガエル（1981年-1982年）原画
- さすがの猿飛（1982年-1984年）原画
- らんぽう（1984年）作画監督
- ドラえもん（1984年）絵コンテ
- ハイスクール!奇面組（1985年-1987年）作画監督
- Mr.ペンペン（1986年）作画監督
- ついでにとんちんかん（1987年-1988年）作画監督
- 名門!第三野球部（1988年-1989年）作画監督
- ドラゴンクエスト（1989年-1991年）作画監督
- ハイスクールミステリー学園七不思議（1991年-1992年）作画監督
- ツヨシしっかりしなさい（1992年-1994年）アニメーションキャラクター・総作画監督
- キャプテン翼J（1994年-1995年）作画監督
- 水色時代（1996年-1997年）総作画監督
- ケロケロちゃいむ（1997年）作画監督
- 頭文字D（1998年）作画監督
- 超発明BOYカニパン（1999年）作画監督
- ビックリマン2000（1999年-2001年）絵コンテ・作画監督
- Dr.リンにきいてみて!（2001年-2002年）キャラクターデザイン・総作画監督
- ホイッスル!（2002年-2003年）作画監督
- 真・女神転生Dチルドレン ライト&ダーク（2002年-2003年）作画監督
- BURN-UP SCRAMBLE（2004年）作画監督
- マシュマロ通信（2004年-2005年）作画監督
- ピーチガール（2005年）作画監督
- おねがいマイメロディ（2005年-2006年）作画監督
- 涼風（2005年）原画
- capeta（2005年-2006年）作画監督
- おねがいマイメロディ 〜くるくるシャッフル!〜（2006年-2007年）原画
- スクールランブル二学期（2006年）原画
- Saint October（2007年）作画監督
- こどものじかん（2007年）原画
- BUS GAMER（2008年）キャラクターデザイン
- 二十面相の娘（2008年）作画監督、原画
- 夜桜四重奏 〜ヨザクラカルテット〜（2008年）原画
- ライブオン CARDLIVER 翔（2008年）原画
- ヴァンパイア騎士 Guilty（2008年）作画監督
- 絶対やれるギリシャ神話（2008年）絵コンテ
- ジュエルペット（2009年-2010年）作画監督・原画
- 宙のまにまに（2009年）原画
- 毎日かあさん（2010年）作画監督
- ジュエルペット てぃんくる☆（2010年-2011年）作画監督・原画・OP原画
- ジュエルペット サンシャイン（2011年-2012年）作画監督・原画
- 夏目友人帳 参（2011年）原画
- パパのいうことを聞きなさい!（2012年）原画
- ルパン三世 東方見聞録 〜アナザーページ〜（2012年）作画監督・原画
- ジュエルペット きら☆デコッ!（2012年-2013年）作画監督・原画
- ジュエルペット ハッピネス（2013年）作画監督・原画・ED原画
- サーバント×サービス（2013年）原画
- ファンタジスタドール（2013年）原画
- レディ ジュエルペット（2014年）作画監督
- 信長の忍び(2016年）原画
- 美男高校地球防衛部LOVE!LOVE!（2016年）原画・第二原画・OP原画
- ソラとウミのアイダ（2018年）原画・OP原画
- 美男高校地球防衛部HAPPY KISS!（2018年）原画・OP原画
- 八月のシンデレラナイン（2019年）原画
- 胡蝶綺 〜若き信長〜（2019年）原画

### 劇場アニメ
- ルパン三世 ルパンVS複製人間（1978年）原画
- ドラえもん　ぼく、桃太郎のなんなのさ（1981年）原画
- ドラえもん のび太の宇宙開拓史（1981年）原画
- ドラえもん のび太の大魔境（1982年）原画
- ドラえもん のび太の海底鬼岩城（1983年）原画
- ドラえもん のび太の魔界大冒険（1984年）原画
- ドラえもん のび太と鉄人兵団（1986年）原画
- ドラえもん のび太と竜の騎士（1988年）原画
- 名探偵コナン 紺碧の棺（2007年）原画
- それいけ!アンパンマン 妖精リンリンのひみつ (2008年) 原画
- 映画ドラえもん 新・のび太の宇宙開拓史（2009年） 原画
- それいけ!アンパンマン だだんだんとふたごの星（2009年）原画
- それいけ!アンパンマン ブラックノーズと魔法の歌 (2010年) 原画
- それいけ!アンパンマン すくえ! ココリンと奇跡の星 (2011年) 原画
- 映画ジュエルペット スウィーツダンスプリンセス（2012年）作画監督・原画
- それいけ!アンパンマン よみがえれ バナナ島 (2012年) 原画
- それいけ!アンパンマン とばせ! 希望のハンカチ (2013年) 原画
- モーレツ宇宙海賊 ABYSS OF HYPERSPACE -亜空の深淵-（2014年）原画
- 名探偵コナン 純黒の悪夢（2016年）原画
- 名探偵コナン から紅の恋歌（2017年）原画
- それいけ!アンパンマン ブルブルの宝探し大冒険!（2017年）原画
- それいけ!アンパンマン かがやけ!クルンといのちの星（2018年）原画
- 劇場版 はいからさんが通る 後編 ～花の東京大ロマン～（2018年）作画監督・原画
- それいけ!アンパンマン きらめけ!アイスの国のバニラ姫（2019年）原画
- 魔女見習いをさがして（2020年）原画

### OVA
- ドラえもん ケンちゃんの冒険（1981年）原画
- ベイビィ★LOVE（1997年）キャラクターデザイン・作画監督
- 最遊記外伝（2011年）原画・ED作画・第3話ED作画監督
- Baby Princess 3Dぱらだいす0（ラブ）（2011年）原画
- 華ヤカ哉、我ガ一族 キネトグラフ（2012年 - 2013年）原画・OP原画